# Tagoropsis fusicolor
Tagoropsis fusicolor är en fjärilsart som beskrevs av Paul Mabille 1879. Tagoropsis fusicolor ingår i släktet Tagoropsis och familjen påfågelsspinnare. Inga underarter finns listade i Catalogue of Life.